# 王山古墳群

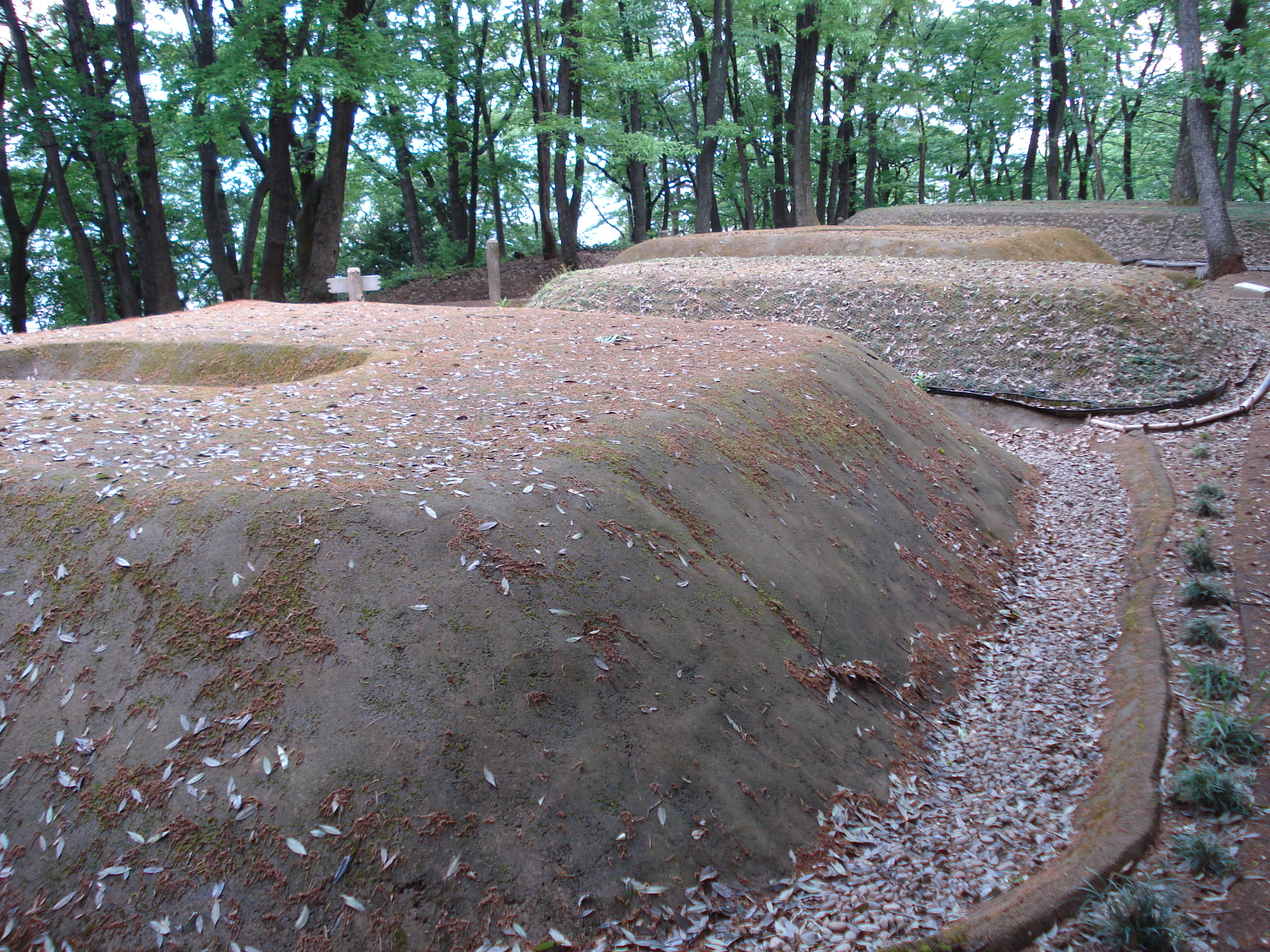
山林に覆われ原状がよく保たれている王山古墳群

王山古墳群（おうざんこふんぐん）は、福井県鯖江市日の出町に位置する独立丘陵「王山」に分布している弥生時代後期（3世紀）から古墳時代中期（5世紀）に築造された総数49基からなる古墳群である。1967年（昭和42年）6月、国の史跡に指定。

## 概要

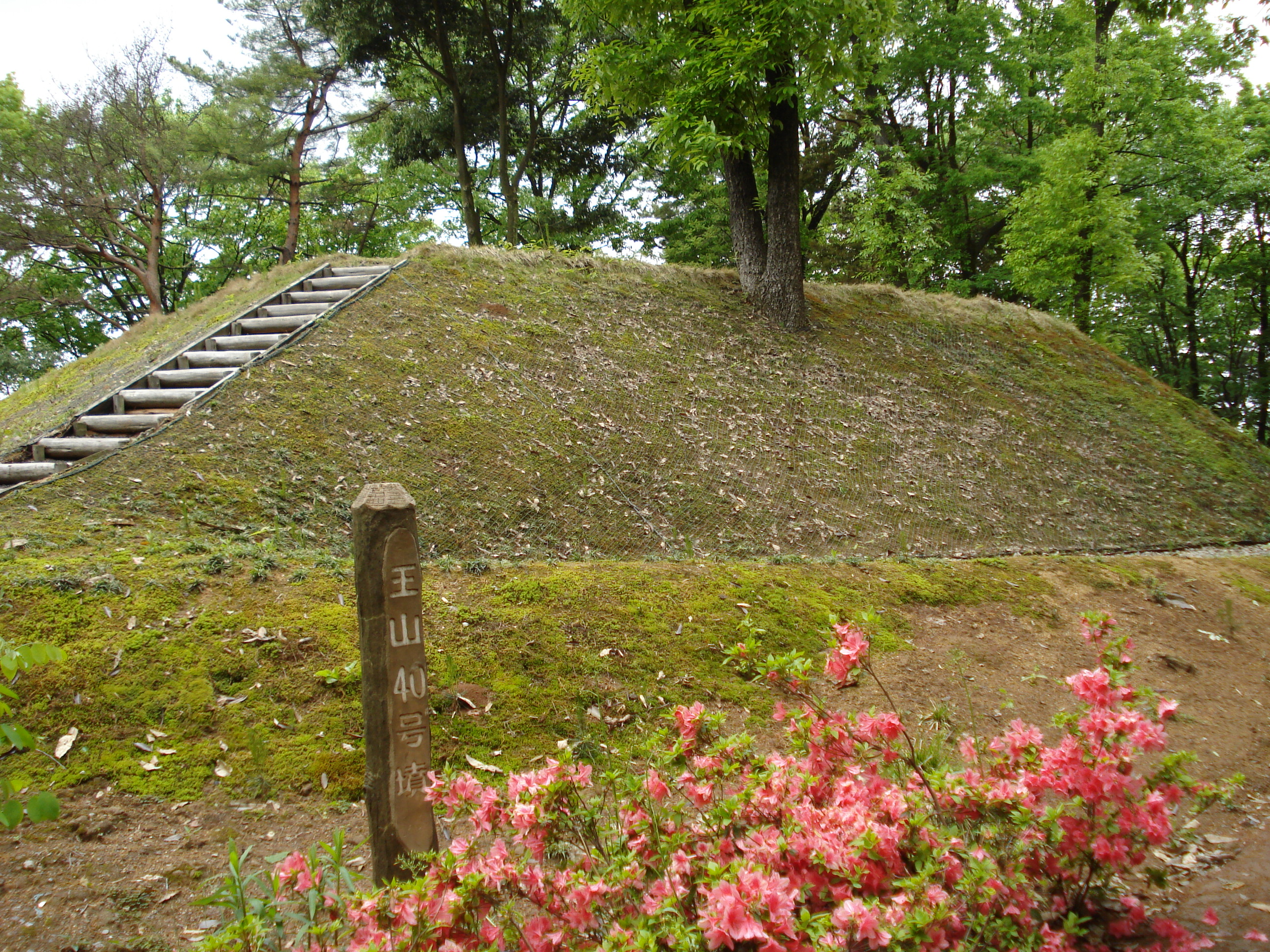
丘陵の最高所に存在する王山40号墳。約2000年前の方形周溝墓。

鯖江台地の南端に海抜66メートルの王山（おうざん）と呼ばれる小山があり、そこに49基の古墳が確認されており、これが「王山古墳群」と呼ばれている。
古墳群は、王山周辺にあったムラの有力者や指導者、およびこの地域を統率した王たちの墓だったと推定されており、出土している副葬品から東海や近江地方と交流があったことが考えられている。
この王山古墳群は、全体が山林に覆われ原状がよく保たれており、1967年（昭和42年）6月22日、国の史跡として指定を受けた。
現在は古墳の間を縫って遊歩道が築かれており、整備された古墳公園となっている。

## 規模・形状・副葬品および出土品
1965年（昭和40年）に1～7・9・25・31・32号の11基が発掘調査され、このうち1・3・4・7号墓は墳丘墓（方形周溝墓・方形台状墓）で弥生時代後期の築造であることが確認された。いずれも一辺8～12メートル、高さ1～2メートル前後であり、3号墓の周溝からは東海や近江地方の影響を受けたと思われる土器が出土している。埋葬施設は4号墓が2基、他は各1基で、いずれも箱形木棺であると推定され、副葬品はない。また、それぞれ周濠から壺、甕、高坏、台付壺、器台、などの供献土器が出土している。
他の5・6・9・25号墓は一辺約8～14メートルの古墳時代前期の方墳で、埋葬施設は5号墳が2基、他は1基で、いずれも箱形木棺と推定されている。5号墳からは鉄刀1、6号墳から鉄剣1が、周濠からは供献土器が出土した。
31号墳は古墳時代前期の円墳で、直径20メートル、高さ2メートルの大きさで、埋葬施設は割竹形木棺2基で、第一主体から鉄剣・鉄鏃・鎌・鍬が、第2主体からは臼玉が出土している。
32号墳は古墳時代中期の円墳で、大きさが直径8メートル前後であり、埋葬施設1基で、割竹形木棺から鉄剣・鉄鏃・刀子・釶（やりがんな）が副葬されていた。